# Abdelrahman Isaac Karongo
Abdelrahman Isaac Karongo (28 novembre 1978) è un calciatore sudanese, di ruolo attaccante dell'Al Merreikh.

## Carriera

### Club
Ha sempre giocato nel campionato sudanese.

### Nazionale
Ha esordito con la maglia della nazionale nel 2010; nel 2012 ha partecipato alla Coppa d'Africa.

## Palmarès

### Club

#### Competizioni nazionali
- Campionato sudanese: 2

Al-Merreikh: 2011, 2013
- Coppa del Sudan: 1

Al-Merreikh: 2012, 2013

#### Competizioni internazionali
- Coppa dei Campioni del Golfo: 1

Al-Ahli: 2008
- Coppa CECAFA: 1

Al-Merreikh: 2014